# Maurice Hewitt
Maurice Hewitt   (Asnières-sur-Seine, 6 d'octubre de 1884 - Créteil, 7 de novembre de 1971) va ser un violinista i director francès, així com un membre de la Resistència francesa.
Hewitt va estudiar violí al Conservatori de París. Des de 1914, ell era un membre del grup "Société des anciens Instruments", entre 1918-1930 membre del "Quartet Capet", que va ser especialment dedicada a la interpretació dels quartets de corda de Beethoven. De 1930 a 1943 va dirigir el seu propi quartet i el 1941 va fundar l'"Orchestre de Chambre Hewitt".
També va fundar la discogràfica "Les Discophiles Français". Aquí va publicar sis àlbums fins al 1942, incloent el primer enregistrament de Jean-Philippe Rameau dels "Six Concerts en Sextuor". En altres àlbums va llançar per exemple Mozart i el seu Concert per a clarinet KV 622 (amb François Étienne), "L'Impériale" de François Couperin i l'"Apothéose" de Lulli i de Mozart "trio de corda" amb el Trio Pasquier (Jean Pasquier, violí, Pierre Pasquier, viola i Étienne Pasquier, violoncel.
Des de 1940, Hewitt va estar actiu a la Resistència francesa, on va pertànyer a la xarxa del coronel Maurice Buckmaster. El 1943 va ser denunciat i arrestat i el 1944 va ser deportat al camp de concentració de Buchenwald (pres número 44007). Allà va fundar un quartet de cordes il·legal amb interns polonesos.
Després de l'alliberament de França el 1945, va fer un concert amb el Rèquiem de Gabriel Fauré en memòria dels francesos que van ser deportats a Alemanya i van morir allà. Hewitt va estar actiu com a director i professor de música fins als anys cinquanta.
Va morir a Créteil el 1971.